# Клей (окръг, Индиана)
Вижте пояснителната страница за други населени места с името Клей.
Окръг Клей (на английски: Clay County) е окръг в щата Индиана, Съединени американски щати. Площта му е 932 km², а населението е 26 466 души (1 април 2020). Административен център е град Бразил.